# Boletina populina
Boletina populina är en tvåvingeart som beskrevs av Polevoi 1995. Boletina populina ingår i släktet Boletina och familjen svampmyggor. Arten är reproducerande i Sverige. Inga underarter finns listade i Catalogue of Life.